# Майри (муниципалитет)
Майри (порт. Mairi)  —  муниципалитет в Бразилии, входит в штат Баия. Составная часть мезорегиона Северо-центральная часть штата Баия. Входит в экономико-статистический микрорегион Итабераба. Население составляет 19 586 человек на 2006 год. Занимает площадь 905,851 км². Плотность населения — 21,6 чел./км².

## История
Город основан 5 августа 1897 года.

## Статистика
- Валовой внутренний продукт на 2003 год составляет 33 597 620,00 реалов (данные: Бразильский институт географии и статистики).
- Валовой внутренний продукт на душу населения на 2003 год составляет 1695,57 реалов (данные: Бразильский институт географии и статистики).
- Индекс развития человеческого потенциала на 2000 год составляет 0,605 (данные: Программа развития ООН).